# Разведывательные корабли проекта 864
Средние разведывательные корабли проекта 864 «Меридиан» — проект и серия советских средних разведывательных кораблей (СРЗК).
Корабли данного проекта стали последним подобным типом из разработанных и реализованных в Союзе ССР. По кодификации НАТО — Vishnya-class intelligence ship. Эти корабли стали основой разведывательного флота России. Они создавались для решения задач в морской и ближней океанской зоне. Средние разведывательные корабли проекта «Меридиан» относятся к кораблям 3-го ранга.

## История проекта
С развитием радиоэлектроники и гидроакустических средств в начале 1980-х годов была открыта возможность сверхдальнего обнаружения подводных лодок. Такая функция получила название освещение подводной обстановки (ОПО). Создание и внедрение комплексов ОПО на разведывательные корабли должно было стать ответом на американские системы гидроакустического наблюдения «СОСУС» с комплексами «Цезарь» и «Артемис». С этого времени оборудование по ОПО начали устанавливать на все новые проекты разведывательных кораблей. Разработкой кораблей проекта № 864 занималось Невское ПКБ. Корабли проекта 864 должны были заменить большие разведывательные корабли (БРЗК) проекта 394Б/994 в морской и ближней океанской зоне, но показав отличные мореходные качества, стали замещать их в мировом океане, дополняя большие разведывательные корабли проекта 1826. Главным наблюдающим по проекту от ВМФ был назначен капитан 2 ранга Ю. Н. Кирилин. На 2015 год корабли проекта 864 входят в «Единую государственную систему освещения надводной и подводной обстановки».

## Оперативно-тактические задачи

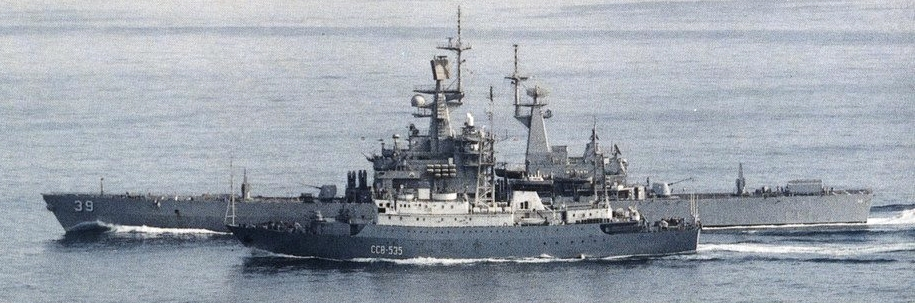
Крейсер УРО Texaс и СРЗК «Карелия», 1988 год.

По официальной легенде прикрытия, большие и средние разведывательные корабли были экспедиционными океанографическими судами (ЭОС), затем океанографическими исследовательскими судами (ОИС), а малые разведывательные корабли были гидрографическими судами (ГИСУ). В настоящее время разведывательные корабли легендируются как суда связи (ССВ). Основные объекты разведывательных кораблей советского, а впоследствии и российского ВМФ — военно-морские базы вдоль побережья Америки и Европы, главная стартовая площадка космических ракет на мысе Канаверал, Тихоокеанский ракетный полигон Пойнт Мугу, объекты ПРО США, группировки боевых кораблей в Мировом океане. Средняя продолжительность похода к берегам США составляла до 6 месяцев. Запасы пополнялись на Кубе. Разведывательные корабли проекта 864 выполняют следующие функции
- Радиоперехват каналов связи на всех частотах.
- Ретрансляция закрытых каналов связи.
- Телеметрическая разведка.
- Радиотехническая разведка — определение принадлежности и характеристик источников радиоизлучения.
- Идентификация и систематизирование источников электромагнитного излучения.
- Замеры физических полей.
- Составление акустических и электромагнитных «портретов» кораблей и подводных лодок.
- Контроль морских коммуникаций.
- Фиксация перемещения кораблей вероятного противника.
- Наблюдение за артиллерийскими стрельбами и пусками ракетного вооружения.

## Конструкция

### Корпус

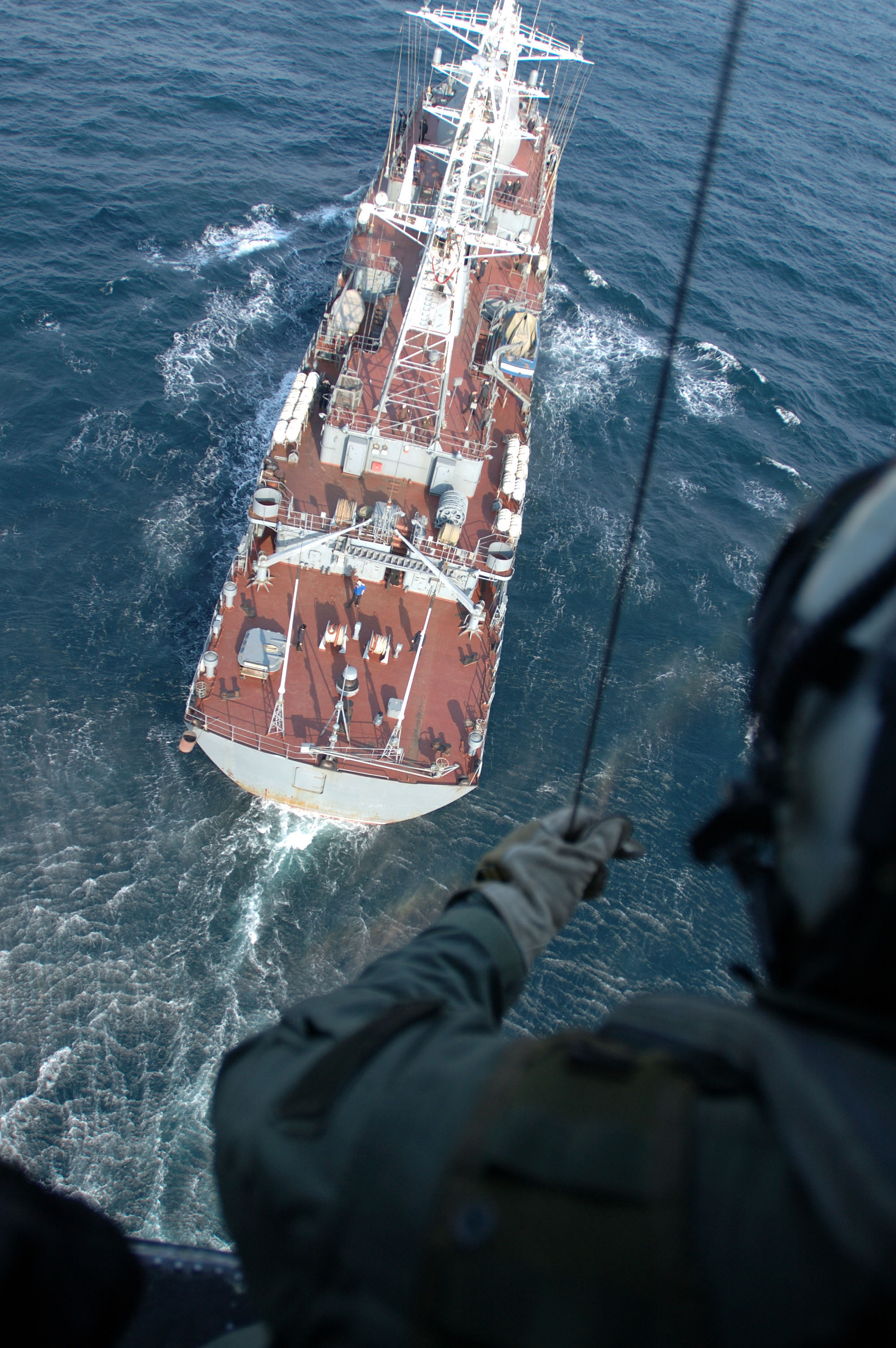
СРЗК «Курилы», 20 марта 2005 года

Стальной корпус длиной 94,4 м и шириной 14,6 м. Стандартное водоизмещение 2980 т, полное 3396 т. Осадка не выше 4,5 м.

### Надстройка
Над корпусом крупная развитая двухъярусная надстройка с ходовой рубкой, пультами управления, постами-лабораториями и целевой аппаратурой. На крыше надстройки мачта, антенные посты, РЛС под радиопрозрачными сферическими кожухами.

#### Экипаж и условия обитаемости
Минимальный экипаж — около 150 моряков, максимальный — 220. Корабли имеют до 200 спальных мест для экипажа, в том числе 40 — для офицеров и специалистов. Старшины и матросы размещаются в 10-местных кубриках. Мичманы в 4-местных каютах, младшие офицеры и старший офицерский состав в двух и одноместных каютах. Корабли серии с системой кондиционирования воздуха. Каюты командира корабля и командиров боевых частей с отдельным душем. Также большая столовая для личного состава, спортзал, медицинский блок.

### Энергетическая установка
Двухвальная из двух дизелей «Згода-Зульцер» 12AV 25/30 польского производства, мощностью по 2200 л. с. (1618 кВт) и двух электродвигателей малого хода по 150 л. с. Максимальная скорость 16 узлов (30 км/ч). Для пополнения запаса топлива установлены устройства приёма-передачи топлива на ходу.
Электроэнергию обеспечивают четыре дизель-генератора мощностью по 500 кВт.

## Вооружение

### Артиллерия

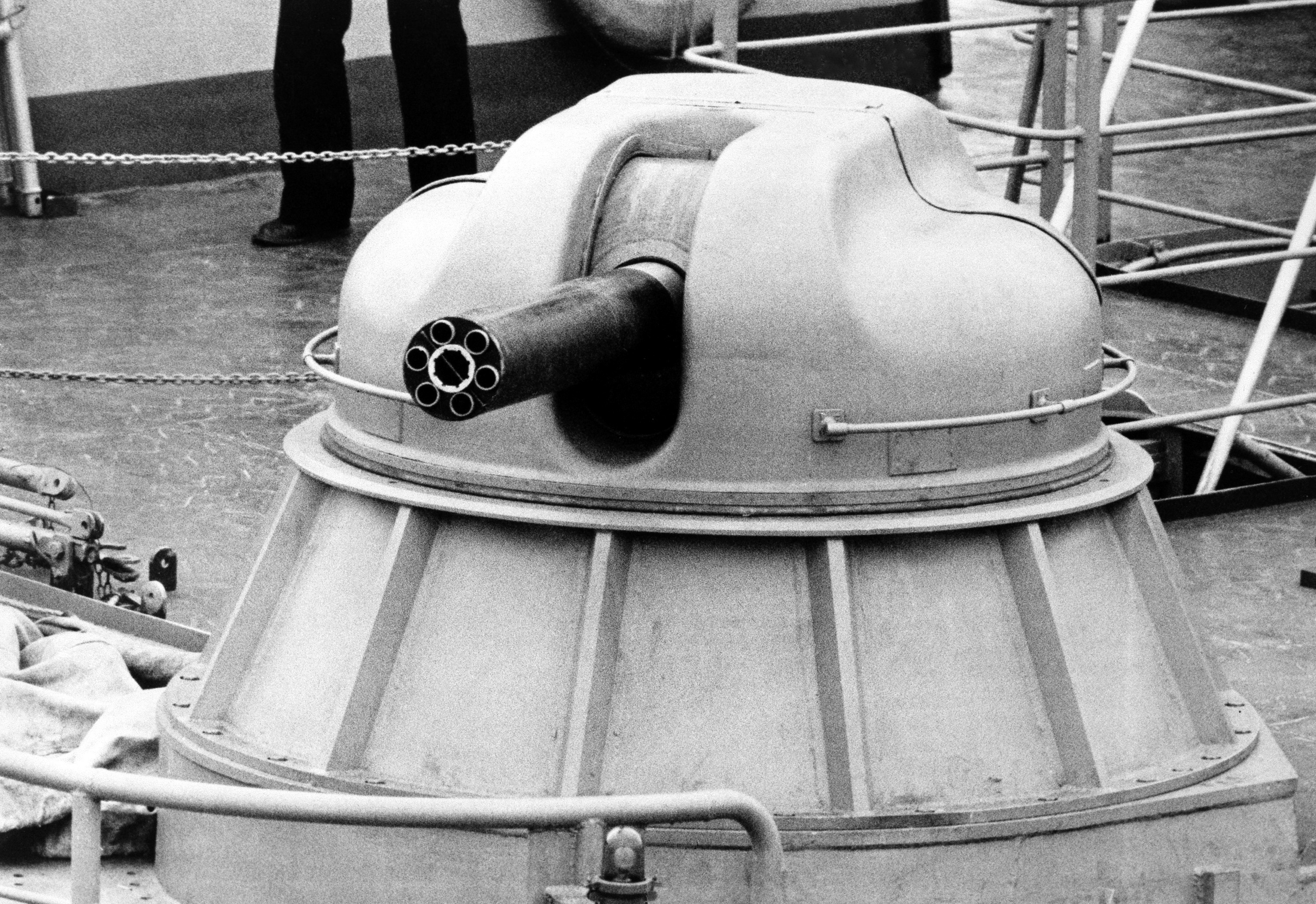
Артустановка АК-306

АК-306М — Артиллерийский комплекс из шести стволов калибра 30 мм без радиолокационной системы управления стрельбой. Создан под руководством главного конструктора М. С. Кнебельмана, производился на Тульском машиностроительном заводе. Комплекс служит для самообороны корабля, способен поражать воздушные цели на наклонной дальности до 4000 м, и легкобронированные плавсредства до 5000 м. Скорострельность 600—1000 выстр./мин. На полубаке установлены две установки АК-306М с пороховыми погребами побортно. Боезапас 2000 + 1000 (запас) осколочно-фугасных зажигательных снарядов ОФ-84. Артиллерийские установки монтировались на верфи в Гданьске.

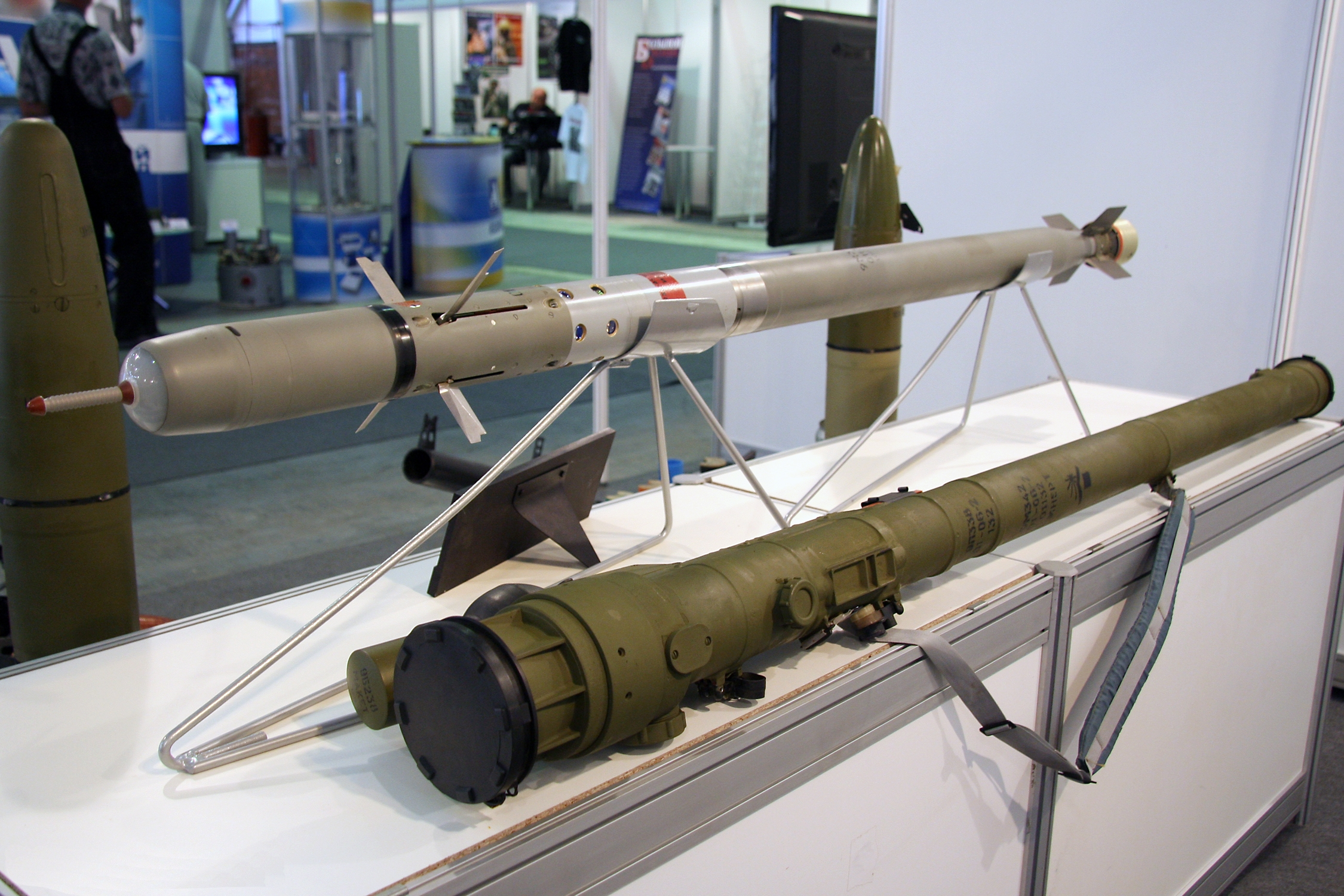
Переносной ЗРК «Игла»

Первоначально планировалось комплектовать корабли ПЗРК «Стрела-2М», но с принятием на вооружение в 1983 году комплекса ПЗРК «Игла», корабли начали комплектоваться ими.

ПЗРК «Игла» — переносной зенитно-ракетный комплекс, предназначенный для поражения низколетящих воздушных целей на встречных и догонных курсах в условиях воздействия ложных тепловых помех. Главный конструктор комплекса С. П. Непобедимый. Боекомплект составляют 16 зенитных управляемых ракет 9М39.

### Радиотехническое вооружение по проекту 864Б

#### Комплексы радиоразведки (РР)
- «Профиль-М» — автоматический комплекс обнаружения, перехвата, анализа радиопередач и пеленгования радиопередающих средств в КВ-диапазоне.
- «Ротор-С» — корабельный комплекс поисково-пеленгаторной радиостанции УКВ-диапазона[3].
- «Прохлада» — комплекс радиоэлектронной разведки электромагнитных полей.

#### Комплексы радиотехнической разведки (РТР)
- «Октава»[4] — комплекс предназначен для контроля за излучениями радиоэлектронных средств в широком спектре диапазона поделённых на 8 секторов. Смена сектора происходила путём установки входного СВЧ блока соответствующего диапазона. Комплекс разработан в ЦНИИ-108 под управлением Ю. Н. Мажорова[5].
- Радиовысотомер «Конус-К» — служит для определения истинной высоты и выдачи данных по трём координатам летящего объекта. Создан на базе ПРВ-10М в ОКБ завода № 588 МГСНХ[6].
- Пеленгатор «Заря-1»[7] — радиопеленгатор определения направления на источник радиоизлучения.
- «Визир-М» — радиопеленгатор Р-707 (1Г1.290.003) определения направления на источник радиоизлучения МГц-диапазона с индикатором пеленга. Разработки Харьковского радиозавода, главный конструктор — Б. Я. Дыскин[3].

#### Гидроакустические станции (ГАС)
- ГАС МГП-303 — определяет положение объекта по времени задержки возвращений отражённой волны.
- ОГАС МГ-349 «Рось-К» — гидроакустическая станция III-го поколения с антенной в опускаемом обтекателе созданная в ЦКБ Гидроакустики на основе авиационной ГАС «Рось», выпускалась в ГДР на заводе «Peene-Werft» в городе Вольгаст[8].

#### Комплексы гидроакустической разведки (ГАР)
- Шумопеленгаторный комплекс — гидроакустическая станция обнаружения и наблюдения за подводными объектами. Позволяет проводить пеленгацию и классификацию объектов по их шумам.
- Комплекс «Память» — воспринимает излучаемые от объектов звуковые волны распространяющиеся в толще воды.

#### Комплексы радиосвязи (КРС)
- Аппаратура звукоподводной связи и опознавания.
- «Символ» — станция спутниковой связи[9].
- Р-795-80 «Багет-Ц» — радиостанция космической дуплексной открытой и закрытой телефонной и телекодовой связи через спутники типа «Глобус-1М», «Молния-3» в системе ЕССС. Станция была разработана в 1980 году[10].
- Р-759 «Акула» — оконечная аппаратура сверхбыстродействующей связи. Производилась Калужским предприятием[3].

#### Навигационная радиолокационная станция
- МР-212/201 «Вайгач-У» — корабельная навигационная радиолокационная станция кругового обзора для обнаружения надводных целей в 3-х сантиметровом диапазоне волн[9].
- «Волга» — корабельная навигационная радиолокационная станция 3-сантиметрового диапазона. Устанавливалась на корабли и суда до принятия на снабжение МР-212. Аналоговая ламповая станция.

#### Другая специальная аппаратура
- Оптическая аппаратура в стабилизированных постах — предназначена для проведения траекторных измерений.

Строительство кораблей по проекту 864 началось с 1985 года в Польской Народной Республике на Гданьской судостроительной верфи имени Героев Вестерплятте (Stocznia Północna im Bohaterow Westerplatte). Заказчиком для ВМФ СССР этих кораблей выступало Министерство судостроительной промышленности СССР. После прохождения швартовых и ходовых испытаний, корабли переходили в СССР, где в Ленинграде с участием 4-го ЦНИИ МО СССР на них устанавливали комплексы РР, РТР и ГАР. Головным кораблём проекта стал СРЗК «Меридиан». До 1988 года в Польше было построено 7 кораблей. Все они к 1990 году вошли в состав ВМФ ВС СССР, и были распределены по флотам — по два на Черноморский, Тихоокеанский и Балтийский флоты, и один на Северный флот.

### Модернизация проекта
В ходе строительства кораблей по проекту 864 шла параллельная модернизация его. Она коснулась в основном состава специального оборудования: комплекс «Профиль-Н» заменён на «Профиль-М», «Ротор-Н» заменён на «Ротор-С», «Визир-56» заменён на «Визир-М», добавлен ряд другого специального оборудования. После первых испытаний выявлены помехи от ГЭУ, мешавшие работе средствам ГАР, поэтому были добавлены два электродвигателя малого хода мощностью по 150 л. с., которые позволили работать аппаратуре на ходу без помех. Установили дизель-генераторы повышенной до 500 кВт мощности. Улучшенный проект получил обозначение 864Б.
Радиотехническое вооружение сначала состояло по проекту 864Б, но многие комплексы и аппаратура в ходе эксплуатации были модернизированы, заменены и добавлены. Практически каждое докование проходило с дооборудованием и модернизацией, что расширяло возможности СРЗК.
В 2003 году при ремонте СРЗК «Курилы» антенны с куполами и главный правый были сняты и отданы с переведённого в 2002 году во 2-ю линию боевой готовности СРЗК «Карелия». В 2008 году на СРЗК «Приазовье» изменён состав радиотехнических средств. СРЗК «Карелия» после консервации проходит модернизацию с 2014 года, окончание работ по модернизации и проведение швартовых и ходовых испытаний запланировано на 2015—2016 годы. На сегодняшний день нет двух одинаковых кораблей по составу радиотехнического вооружения, это легко заметить, сравнивая фотографии кораблей. Текущий точный состав и характеристики радиотехнического вооружения являются закрытой информацией.

### Представители проекта
| Наименование                    | Бортовой № | Заводской № | Дата закладки | Спуск на воду | Ввод в строй | Флот | Состояние |
| ------------------------------- | ---------- | ----------- | ------------- | ------------- | ------------ | ---- | --------- |
| ССВ-520 «Адмирал Фёдор Головин» | 411        | 864/1       |               |               | 14.11.1985   | БФ   | В строю   |
| ССВ-535 «Карелия»               | 761        | 864/2       | 1986          | 05.07.1986    |              | ТОФ  | В строю   |
| ССВ-169 «Таврия»                | 407        | 864/3       | 1986          |               | 17.01.1987   | СФ   | В строю   |
| ССВ-201 «Приазовье»             | 437        | 864/4       | 08.04.1986    | 30.09.1986    | 12.06.1987   | ЧФ   | В строю   |
| ССВ-208 «Курилы»                |            | 864/5       |               |               | 16.10.1987   | ТОФ  | В строю   |
| ССВ-231 «Василий Татищев»       | 402        | 864/6       |               | 27.11.1987    | 23.07.1988   | БФ   | В строю   |
| ССВ-175 «Виктор Леонов»         | 425        | 864/7       |               |               | 1988         | СФ   | В строю   |

- ССВ-231 или «Василий Татищев», до 31.01.2000 года носил имя «Пеленгатор».
- ССВ-175 или «Виктор Леонов», до апреля 2004 года носил имя «Одограф», и до 22.01.1996 (25.07.1995[11]) входил в состав Черноморского флота, вошёл в состав Северного флота.
- ССВ-520 или «Адмирал Фёдор Головин», до апреля 2007 года носил имя «Меридиан».

## Служба
РЗК «Приазовье»
В апреле 2015 года, когда СРЗК «Приазовье» нёс службу в Аденском заливе, судном были эвакуированы с побережья Йемена 308 человек — граждан девятнадцати государств: Йемена — 159, Российской Федерации — 45, США — 18, Украины — 14, Иордании — 13, Республики Беларусь и Кубы — по 9, Узбекистана — 8, Эстонии — 6, Азербайджана, Великобритании и Джибути — по 5, Туркменистана и Палестины — по 3, Египта — 2, Бахрейна, Болгарии, Сомали и Саудовской Аравии — по 1. Всех их доставили в Джибути. Находится в составе 519-го дивизиона разведывательных кораблей ЧМ РФ
«Виктор Леонов» — корабль с 2015 года нередко замечают у Восточного побережья США.